# François Roberday

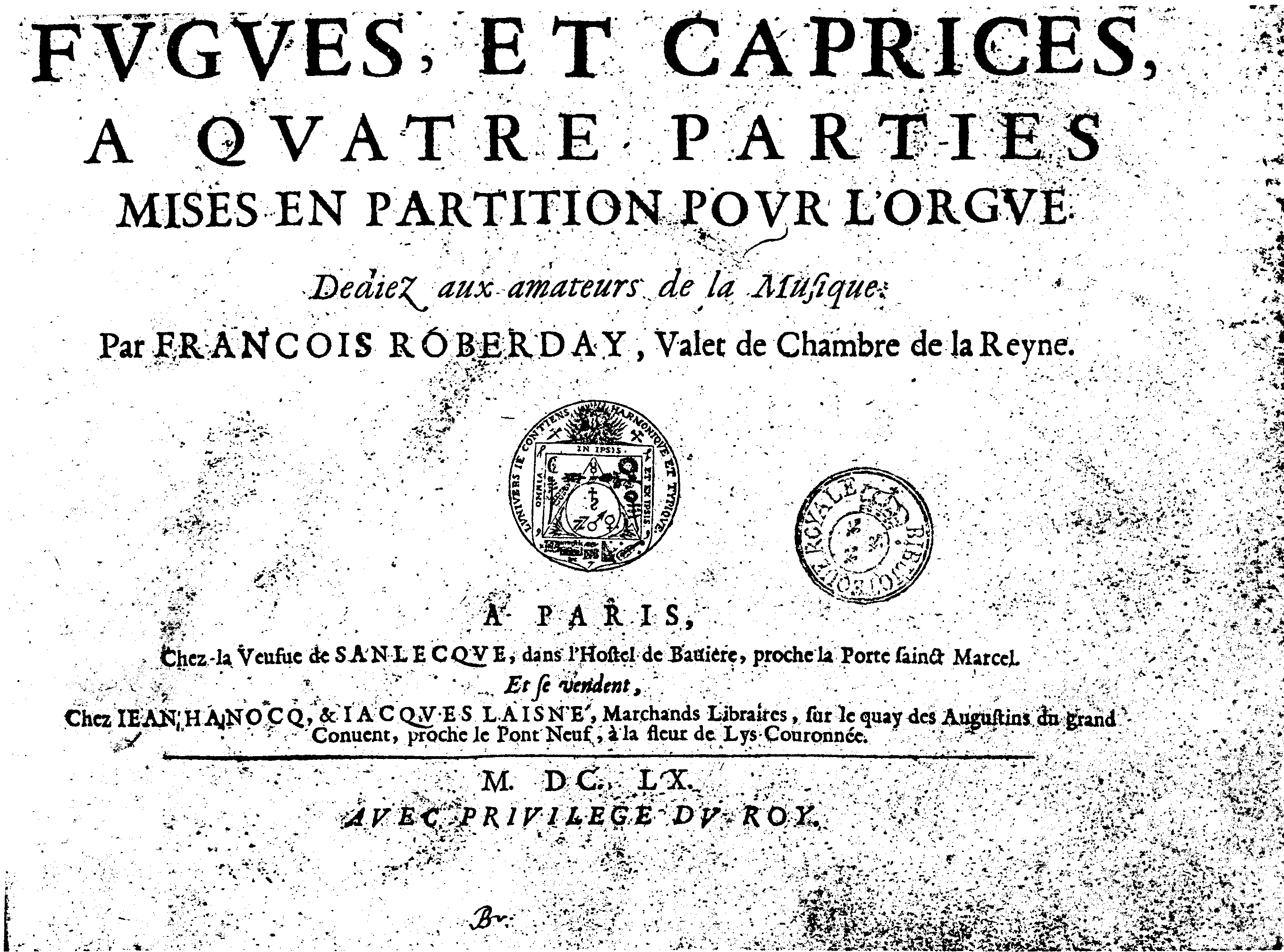
Titelpagina van de uitgave van de fuga's van Roberday

François Roberday (Parijs, 1624 - Auffargis, 13 oktober 1680) was een Frans orgelcomponist uit de Barok.